# Tyne Daly
Ellen Tyne Daly (sinh ngày 21/2/1946) là nữ diễn viên người Mỹ. Bà từng thắng 6 giải Emmy và 1 giải Tony.